# Józef Sebastian Pelczar

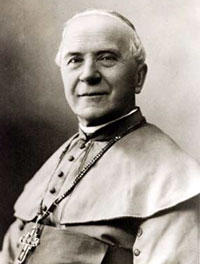
Józef Sebastian Pelczar

Józef Sebastian Pelczar (* 17. Januar 1842 in Korczyna, Galizien; † 28. März 1924 in Przemyśl, Polen) war Bischof von Przemyśl. Er wird in der katholischen Kirche als Heiliger verehrt.

## Leben
Pelczar empfing am 17. Juli 1864 die Priesterweihe und war danach als Professor tätig. Außerdem war er als theologischer und geschichtswissenschaftlicher Autor sehr bekannt. 1891 gründete er den Orden Unserer Lieben Frau, der Königin der polnischen Krone, der sich vor allem Bedürftigen, Waisen und Arbeitsuchenden widmet. 1894 gründete Józef Pelczar zudem die Gemeinschaft der Dienstbaren Schwestern vom heiligen Herzen Jesu, die sich der Pflege von Kranken verschrieben hat. Am 16. Februar 1899 wurde er zum Titularbischof von Miletopolis und zum Weihbischof im Bistum Przemyśl ernannt. Die Bischofsweihe spendete ihm am 19. März 1899 Łukasz Solecki, der Bischof von Przemyśl; Mitkonsekratoren waren Jan Puzyna de Kosielsko, Bischof von Krakau und Bischof Konstantyn Czechowicz. 1900 wurde er zum Bischof von Przemyśl ernannt. Als geistlicher Oberhirte wirkte er besonders bei der benachteiligten Bevölkerung sehr karitativ.
Pelczar wurde von Papst Johannes Paul II. 1985 selig- und 2003 heiliggesprochen.